# Aonidomytilus durus
Aonidomytilus durus är en insektsart som beskrevs av Ferris 1943. Aonidomytilus durus ingår i släktet Aonidomytilus och familjen pansarsköldlöss. Inga underarter finns listade i Catalogue of Life.